# غبة (حديبو)

تعديل مصدري - تعديل

غبة هي إحدى قرى مديرية حديبو التابعة لمحافظة سقطرى، بلغ تعداد سكانها 284 نسمة حسب تعداد اليمن لعام 2004.